# Szelardi
Szelardi, Selardi (urart. Dši-e-la-ar-di) – lunarne bóstwo urartyjskie. Zgodnie z napisami na urartyjskich tabliczkach glinianych ofiarę dla Szelardiego stanowiły jeden wół i dwie owce. Ponieważ większość elementów mitologii urartyjskiej została zapożyczona z Mezopotamii, Szelardi miał wspólne cechy z mezopotamskim Sinem.